# Hyvin Kiyeng Jepkemoi
Hyvin Kiyeng Jepkemoi, född 13 januari 1992, är en kenyansk friidrottare. Jepkemoi blev världsmästare 2015 på 3000 meter hinder.
Vid olympiska sommarspelen 2020 i Tokyo tog Jepkemoi brons på 3 000 meter hinder.